# Carl Sprinchorn (konstnär)
Carl Sprinchorn, född 13 maj 1887 i Östra Broby, Skåne, död 1971, var en svensk-amerikansk målare och tecknare.
Han var son till snickaren Claes Sprinchorn och Johanna Rudolphsson (Andreasdotter). Sprinchorn kom till Amerika 1903 och inledde sina konststudier för Robert Henri vid New York School of Art där han utexaminerades 1910, samtidigt med skolundervisningen bevistade han under några års tid föreläsningar och praktiska demonstrationer som leddes av William M. Chase. Efter studierna följde några är av ett kringflackande liv, han reste till Paris, besökte föräldrahemmet i Östra Broby, det nordiska vintriga Maines vildmarker, det soliga Kalifornien där han 1913 arbetade ett år som lärare i Los Angeles konstskola, åter till Paris där han då passade på att studerad några månader vid Académie Colarossi. Han debuterade med en separatutställning i New York 1916 där han visade storstadsskildringar från Paris och New York samt porträtt av balettkonstens storheter såsom Nijinsky och Pavlova. Utställningen väckte inte någon större uppmärksamhet utan gick spårlöst förbi i den hårda konkurrensen som rådde bland de olika gallerierna. Efter en period av intensivt arbete genomförde han nya separatutställningar i New York och Chicago 1922 där han visade tolkningar av naturen och det hårda arbetslivet i de djupa skogarna och forsande floder kring Mount Katashdin i hjärtat av Maine. Utställningarna möttes av positiva reaktioner och Sprinchorn kände att han var på rätt väg med sin konst. Efter denna framgång arbetade han som konsthandlare och chef för The New Gallery i New York 1923–1925 och därefter bar det i världen med målarskrin och kappsäck. Först reste han till Puerto Rico samt Santo Domingo och efter 14 månader i Västindien vistades han på Bermudaöarna och New York 1927–1929 för att sedan besöka Sverige 1930–1931 och via London där han genomförde en mindre utställning återvände han till New York där han vistades 1931–1937. Arbetslivet i de djupa skogarna med ludet av yxhugg, lägerbarackerna och vildmarkens tystnad lockade honom att tillbringa en längre tid i Monson, Patten, Shin Pond djupt inne i Maines vildmarksland 1937–1952 där han skapade realistiska verk av naturen, det hårda livet- och arbetet samt kraftfulla landskapsskildringar i olja, akvarell eller med ritstift. Efter en kortare period i New York City från 1952 flyttade han 1956 till ett lantställe i Selkirk, New York. I tidskriften The Dial reproducerades 1920–1930 ett 20-tal verk av Sprinchorn och han medverkade som illustratör i bland annat Ford Times Magazine och Lincoln-Mercury Times. Sprinchorn medverkade i ett stort antal utställningar i Amerika och han visade en större retrospektiv separatutställning på American Swedish Historical Museum i Philadelphia 1942 samt separatutställningar i  New York 1947, 1950 och 1954. Han medverkade i den ryktbara utställningen Armory Show i New York 1913, den svensk-amerikanska vandringsutställningen i Sverige 1920 och  den svensk-amerikanska konstutställningen  i Göteborg 1923. Sprinchorn är representerad vid bland annat Philadelphia Museum of Art, Phillips Collection i Washington, William Hayes Fogg Art Museum, Harvard University, Museum of the City of New York, Metropolitan Museum of Art New York, Providence Museum of Art, Dayton Art Institute och American Swedish Historical Museum i Philadelphia.